# Том Соєр
Том Соєр (англ. Tom Sawyer) — один з головних персонажів романів Марка Твена: «Пригоди Тома Соєра» (1876), «Том Соєр за кордоном» (1894) і «Том Соєр — детектив» (1896). Також з'являється на сторінках іншого знаменитого роману Твена «Пригоди Гекльберрі Фінна».
Том Соєр присутній, принаймні, у ще трьох незавершених творах Марка Твена — «На шкільному пагорбі» (англ. Schoolhouse Hill), «Змова Тома Соєра» (англ. Tom Sawyer's Conspiracy) і «Гек і Том серед індіанців» (англ. Huck and Tom Among the Indians). І хоча всі три незакінчені роботи були видані після смерті автора, лише «Змова Тома Соєра» може похвалитися закінченим сюжетом, бо Твен полишив інші дві роботи, встигнувши закінчити лише кілька глав.
Ім'я вигаданого персонажа могло бути взяте у реальної людини на ім'я Том Соєр, з яким Твен познайомився в Сан-Франциско, Каліфорнія, де Марк Твен працював репортером «San Francisco Call». Характер персонажа був списаний з трьох хлопчиків, з якими був знайомий Марк Твен, поки зростав.

## Опис персонажа
Том Соєр — заповзятий, грайливий хлопчисько, справжній хвалько, обожнює красуватися перед іншими хлопцями. Виходячи з натяків Твена, Тому приблизно 12 років. Том уособлює собою безтурботність і чудовий світ дитинства середини XIX століття. Його найкращі друзі — Джо Гарпер і Гекльберрі Фінн. Колись був закоханий у Еммі Лоренс, але пізніше її місце в серці Тома зайняла Ребекка Тетчер (Беккі). У нього є зведений брат Сід, двоюрідна сестра Мері і тітка Поллі. Том — син покійної сестри тітки Поллі. Незважаючи на непосидючий характер, Том дуже багато читає, перевагу віддає пригодницькій літературі.

## Український переклад
- Марк Твен. Пригоди Тома Сойєра. Пер. В.Митрофанова. Пригоди Гекльберрі Фінна. Пер. І.Стешенко. — К.: Веселка, 1990. — 496 с.
- Марк Твен. Пригоди Тома Сойєра. Пригоди Гекльберрі Фінна. — Харків: Фоліо, 2003. — 462 с.
- Марк Твен. Пригоди Тома Сойєра. Переклад з англійської: Юрій Корецький. — Київ: А-ба-ба-га-ла-ма-га, 2015. — 272 с. — ISBN 978-617-585-085-5.